# Aínsa-Sobrarbe

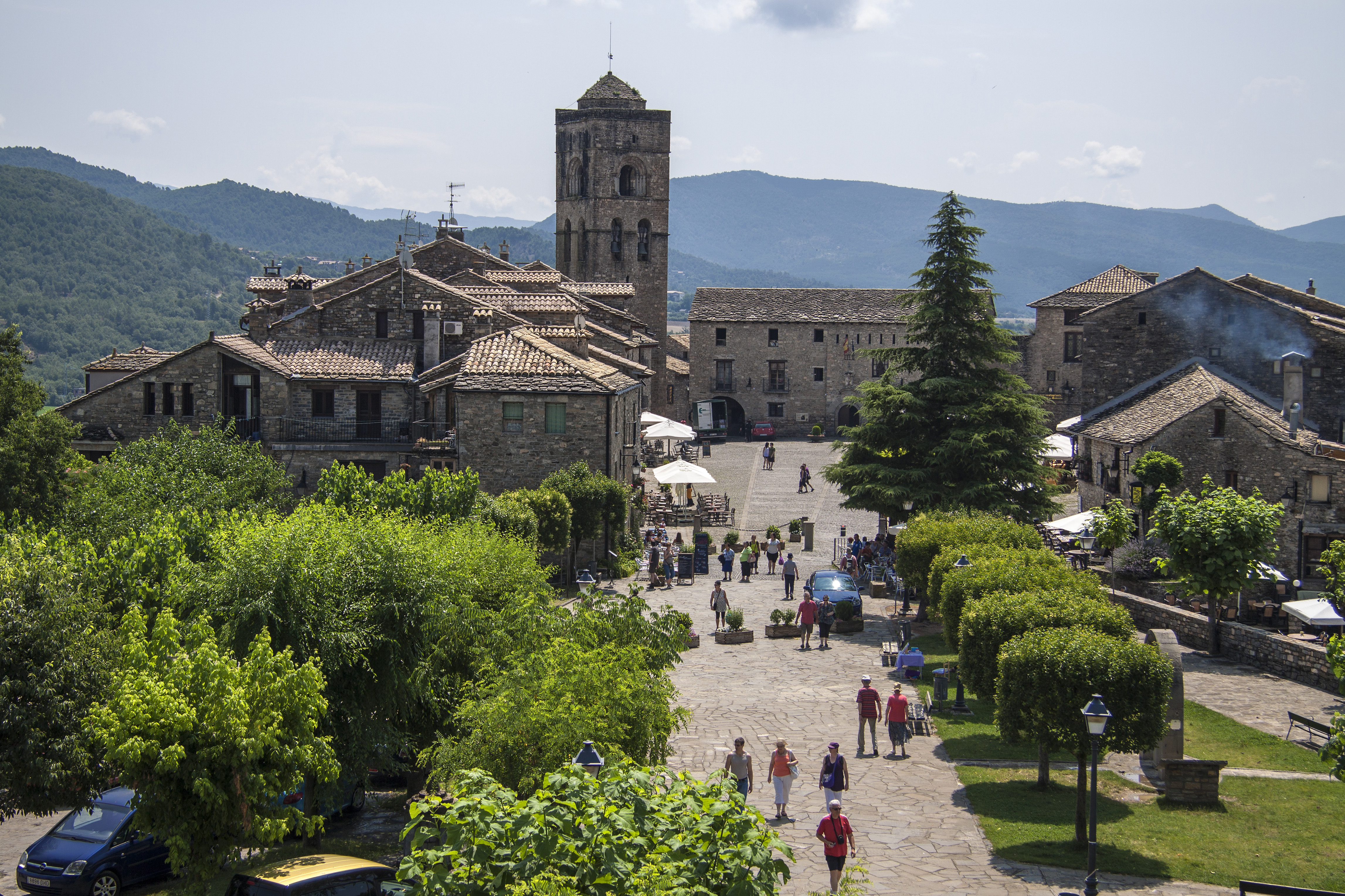
L’Aínsa-Sobrarbe

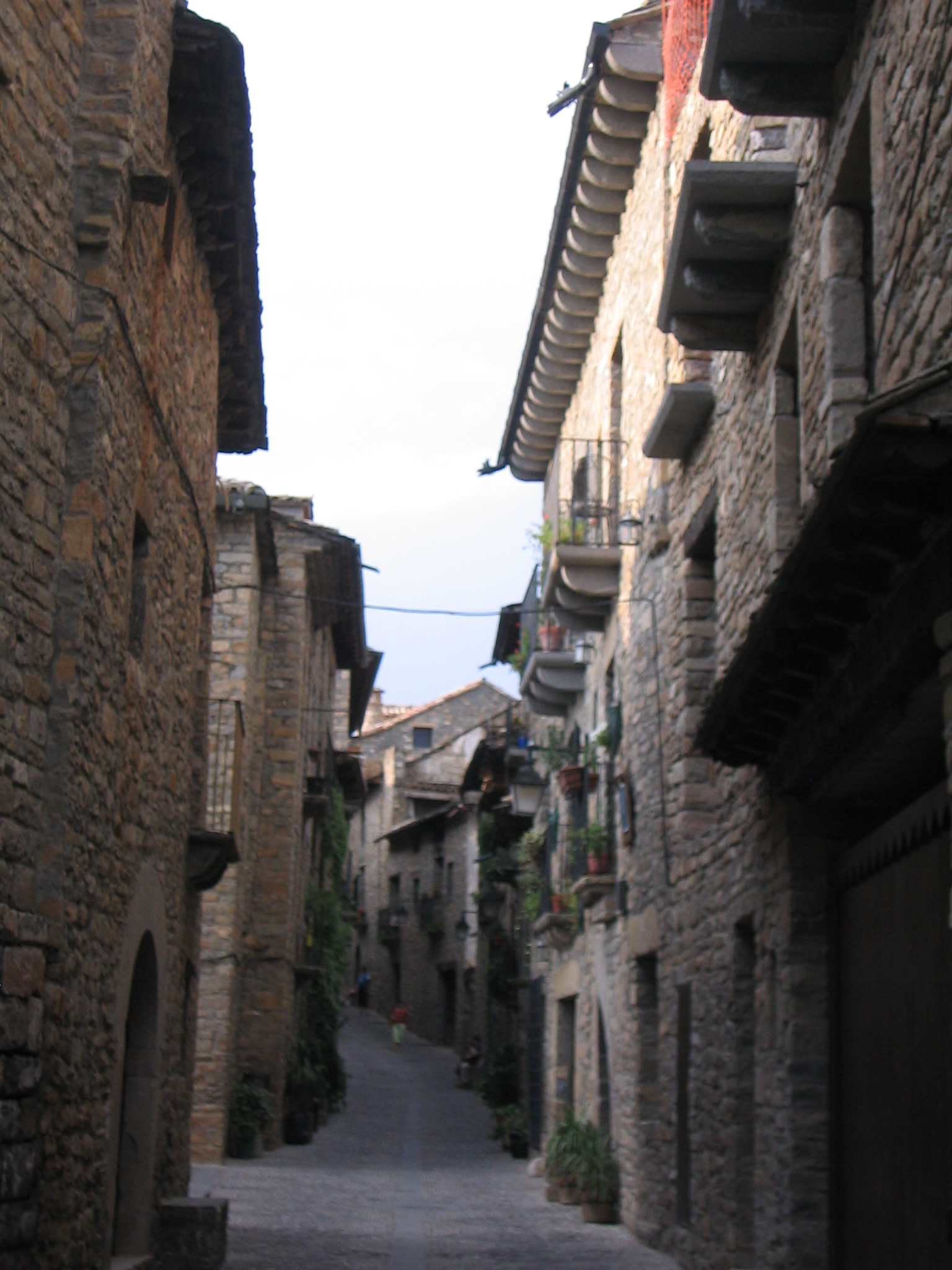
L’Aínsa-Sobrarbe

Aínsa-Sobrarbe (arag. L’Aínsa-Sobrarbe) – gmina w Hiszpanii, w Aragonii, w prowincji Huesca, w comarce Sobrarbe.
Powierzchnia gminy wynosi 284,8 km². Zgodnie z danymi INE, w 2008 roku liczba ludności wynosiła 2.095, a gęstość zaludnienia 7,3 osoby/km². Wysokość bezwzględna gminy równa jest 589 metrów. Kod pocztowy do gminy to 22330.

## Demografía
| 1900  | 1910  | 1920  | 1930  | 1940  | 1950  | 1960  | 1970  | 1981  | 1991  |
| ----- | ----- | ----- | ----- | ----- | ----- | ----- | ----- | ----- | ----- |
| 3.513 | 3.560 | 3.721 | 3.670 | 3.249 | 3.101 | 2.493 | 1.621 | 1.209 | 1.387 |

| 2001  | 2002  | 2003  | 2004  | 2005  | 2006  | 2007  | 2008  |
| ----- | ----- | ----- | ----- | ----- | ----- | ----- | ----- |
| 1.624 | 1.667 | 1.730 | 1.766 | 1.826 | 1.897 | 1.951 | 2.095 |